# Α-胡萝卜素
α-胡萝卜素是一种胡萝卜素，分子的一端为β-环，另一端为ε-环. 它是第二常见的胡萝卜素。

## 人体生理学数据
美国成人与中国成人的血清α-胡萝卜素平均浓度是4.71 µg/dL，其中男子是4.22 µg/dL，女子是5.31 µg/dL（转化为微摩尔每升，则乘以0.01863）。

## 健康影响
膳食摄入影响到α-胡萝卜素的血清浓度，可能会显著降低死亡风险。

## 膳食来源
下列蔬菜富含α-胡萝卜素：
- 黄-橙色蔬菜：胡萝卜、甘薯、南瓜、笋瓜
- 暗绿色蔬菜：花椰菜、四季豆、青豌豆、菠菜、芜菁、散叶甘蓝、叶用莴苣